# Neorosacea limbata
Neorosacea limbata är en nässeldjursart som först beskrevs av Grace Odel Pugh och Youngbluth 1988.  Neorosacea limbata ingår i släktet Neorosacea och familjen Prayidae. Inga underarter finns listade i Catalogue of Life.